# Andrea Aghini
Andrea Aghini Lombardi (Livorno, 1963. december 29. –) olasz autóversenyző, egyszeres rali-világbajnoki futamgyőztes.

## Pályafutása
1986 és 2000 között vett részt a rali-világbajnokságon. Ez idő alatt nagyrészt aszfalt borítású versenyeken állt rajthoz. Huszonhat rali-világbajnoki futamon indult, öt alkalommal végzett dobogós helyen, huszonhárom szakaszon lett első, és egy győzelmet szerzett. 1998-ban és 1999-ben megnyerte az Olasz ralibajnokságot, valamint 1998-ban második lett az Európai ralibajnokságon.

### Rali-világbajnoki győzelme
| #  | Dátum               | Rali          | Navigátor        | Autó                      | Összefoglaló |
| -- | ------------------- | ------------- | ---------------- | ------------------------- | ------------ |
| 1. | 1992. október 12-14 | San Remo-rali | Sauro Farnocchia | Lancia Delta HF Integrale | Összefoglaló |

## Külső hivatkozások
- Profilja a rallybase.nl honlapon
- Profilja az ewrc.cz honlapon
- Profilja a juwra.com honlapon